# اپسیلون هندی

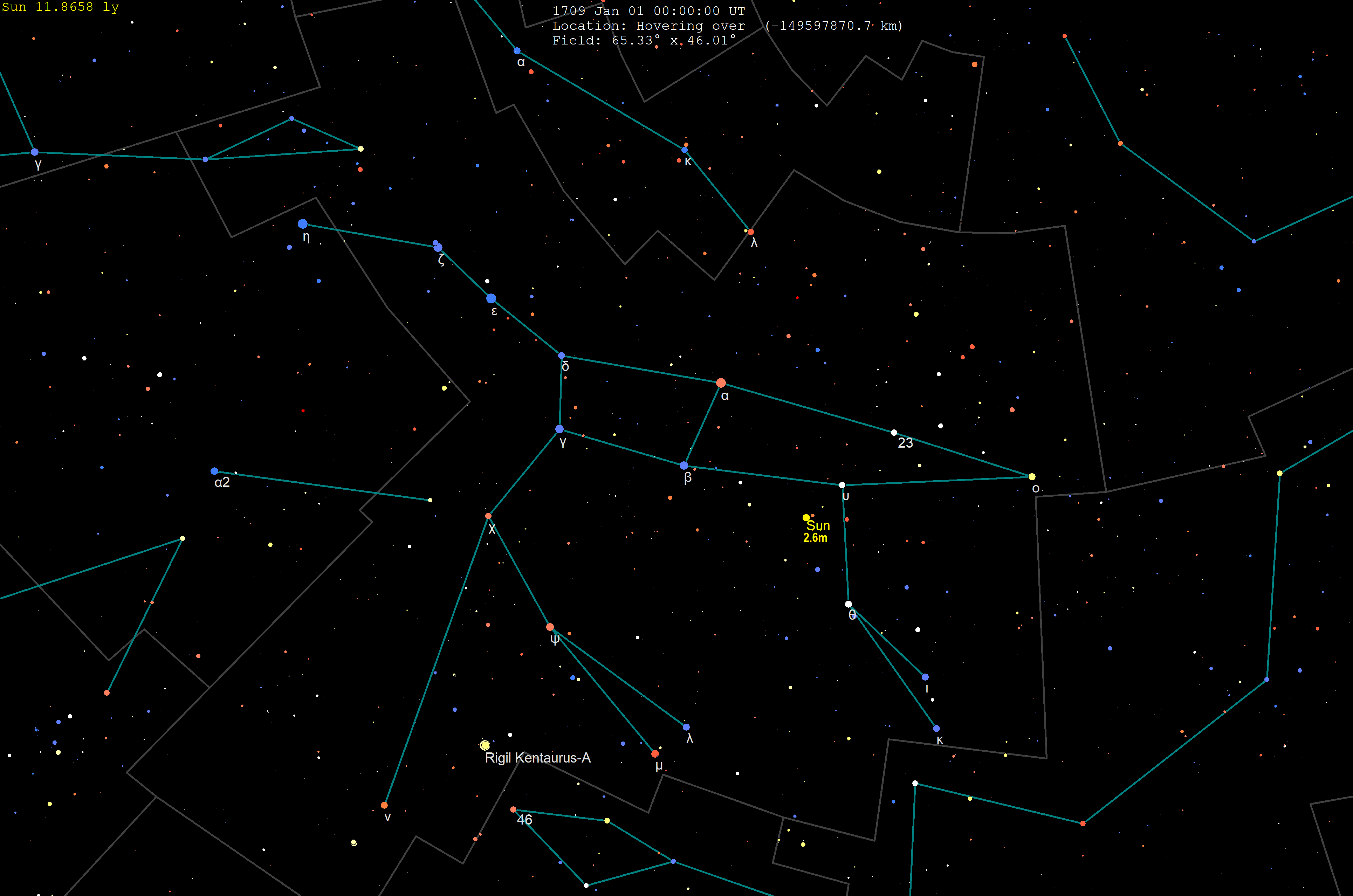
نمایی از موقعیت خورشید و α قنطورس در خرس بزرگ، همانطور که از اپسیلون هندی دیده می‌شود.

اپسیلون هندی یک ستاره است که در صورت فلکی هندی قرار دارد.